# 2011 SL25
Az 2011 SL25 egy kisbolygó a Mars trójai csoportjában. Az Alianza S4 Observatory-ban fedezték fel 2011. szeptember 21-én.